# Dimitrie Sturdza
Dimitrie Sturdza (1833. március 10. – 1914. október 21.) román államférfi.

## Élete
Tanulmányait Münchenben, Göttingenben, Bonnban és Berlinben végezte. Korán lépett a nyilvános pályára és 1857-ben mint a moldvai ad hoc diván jegyzője ismeretes. Közreműködött a két fejedelemség uniójánál is. 1866-ban legelkeseredettebb ellensége volt Cuza fejedelemnek, akit meg is buktatott. Amikor Hohenzollern Károly (későbbi I. Károly román király) lett fejedelem, ő szerkesztette meg azt a beszédet, mellyel a trónt elfoglalta. 1866-68-ban közmunkaminiszter a Brateanu-kabinetben, majd 1876-88-ban fölváltva közmunka-, pénzügyi és oktatásügyi miniszter volt. A román tudományos akadémiának főtitkára; e minőségben adta ki Hourmuzaki műveit Documente privitoare la istoria Romanilor (A román történelmet érdeklő okmányok, Bukarest, 1876-1889, 11 kötet); azután Acte si documente privitoare la istoria renasterei Romaniei (Románia újjáébredése történetére vonatkozó adatok és okmányok, uo. 1888-89, 3 kötet). Írt nehány történelmi és numizmatikai értekezést román, francia és német nyelven és politikai röpiratokat. Mint politikust furfang és makacsság jellemezték. Amikor átvette a liberális párt vezetését, kiméletlen harcot indított meg minden téren a konzervatÍvok ellen, fölhasználva válogatás nélkül minden fegyvert ellenük és elsősorban magát a magyarországi nemzetiségi (román) kérdés hivatott megoldójának mutatta be, vádolva a Catargiu-kormányt, hogy gyáva és gonosz, mert nem kel az elnyomott ausztria-magyarországi románok védelmére. Ez volt legerősebb kártyája, mely a hatalmat meg is szerezte neki és 1895 őszén miniszterelnök lett. Az új választások - bár ezek páratlan szabadelvűséggel, minten hivatalos presszió nélkül mentek végbe - óriási többséghez juttatták. Mint miniszterelnök azonnal opportunista álláspontra helyezkedett, s az erdélyi kérdést az ajkára se vette többé, sőt 1896 júliusában Bécsben I. Ferenc József előtt tisztelegvén, előkészítette királyunknak Bukarestben tett látogatását és Románia csatlakozását a hármas szövetséghez. Ellenfelei azonban nem nyugodtak és amikor Sturdza Ghennadiet, a bukaresti metropolita-érseket befolyásával állásától megfosztotta, a közvélemény oly hangosan szólalt fel, hogy Sturdza 1896 decemberében beadta lemondását. Aurelianu lett utóda, míg ő a szenátus elnökévé lett. De az Aurelianu-kabinet állása elejétől kezdve ingatagnak bizonyult és 1897 márciusában beadta lemondását és erre újból Sturdza került a miniszterelnöki székbe.